# Justus Rosenberg
Pour les articles homonymes, voir Rosenberg.
Justus Rosenberg, né le 23 janvier 1921 à Dantzig (aujourd'hui Gdańsk) et mort le 30 octobre 2021 à Rhinebeck, New York, est un résistant et professeur de littérature polonais. Durant la Seconde Guerre mondiale, il  participe au réseau de Varian Fry qui fait passer des artistes juifs français ou étrangers (Alma Mahler en particulier) qui s'étaient réfugiés à Marseille entre 1940 et 1942, aux États-Unis.